# Электрический поток
Электри́ческий пото́к ― поток вектора напряжённости электрического поля ({\displaystyle \mathbf {E} }) или электрической индукции ({\displaystyle \mathbf {D} }) через некоторую поверхность {\displaystyle S}. Вычисляется как интеграл по этой поверхности:
{\displaystyle \Phi =\int _{S}{\vec {E}}\cdot d{\vec {S}}\quad } или {\displaystyle \quad \Psi =\int _{S}{\vec {D}}\cdot d{\vec {S}}}.
На практике используются обе величины. В зависимости от того, какая подразумевается в конкретном контексте, размерностью электрического потока являются вольт на метр (В{\displaystyle \cdot }м, для {\displaystyle \Phi }) или кулон (Кл, для {\displaystyle \Psi }). Во избежание путаницы, к обозначению потока может добавляться поясняющий символ: {\displaystyle \Phi _{E}}, {\displaystyle \Psi _{D}}.
Одна из наиболее значимых формул, в которых фигурирует электрический поток ({\displaystyle \Psi _{D}}), ― электростатическое уравнение Максвелла (в интегральной форме).

## Общий случай
В общем случае электрический поток рассчитывается как поверхностный интеграл, в котором подынтегральное выражение представляет собой элементарный поток (например {\displaystyle d\Phi _{E}}), то есть скалярное произведение вектора {\displaystyle {\vec {E}}} в данной точке на малый векторный элемент площадки:
{\displaystyle d\Phi _{E}=\mathbf {E} \cdot d\mathbf {S} }.
Элемент {\displaystyle d\mathbf {S} } записывается как произведение площади {\displaystyle dS} данной площадки на единичный вектор нормали к ней {\displaystyle d\mathbf {S} =dS\,\mathbf {n} }, так что выражение для элементарного потока приобретает вид
{\displaystyle {\mathit {d}}\Phi _{E}=\mathbf {E} \cdot \mathbf {n} \,dS=E\,dS\,\cos \theta },
где через {\displaystyle \theta } обозначен угол между векторами {\displaystyle {\vec {E}}} и {\displaystyle {\vec {n}}}. Далее проводится численное интегрирование — фактически суммирование по таким элементарным участкам площади:
{\displaystyle \Phi _{E}=\int _{S}{\mathit {d}}\Phi _{E}}.
При вычислении {\displaystyle d\Psi _{D}} выполняются аналогичные действия, только с вектором {\displaystyle {\vec {D}}}. В общем случае не существует простой связи ни между {\displaystyle d\Psi _{D}} и {\displaystyle d\Phi _{E}}, ни между {\displaystyle \Psi _{D}} и {\displaystyle \Phi _{E}}.

## Случай однородного поля
Если электрическое поле однородно вблизи поверхности {\displaystyle S}, оно при интегрировании выносится за знак интеграла и электрический поток определяется по формуле
{\displaystyle \Phi _{E}=E\cdot \int _{S}\cos \theta \,dS},
а если ещё поверхность плоская, то по формуле
{\displaystyle \Phi _{E}=E\,S\,\cos \theta }.
Если однородно поле {\displaystyle {\vec {D}}}, подобное упрощение возможно для {\displaystyle \Psi _{D}}. При этом однородность {\displaystyle {\vec {E}}} не всегда означает однородность {\displaystyle {\vec {D}}} и наоборот.

## Случай слабых полей
В ситуации со слабыми электрическими полями, отсутствием анизотропии и дисперсии, векторы электрической индукции и напряжённости электрического поля связаны формулой:
{\displaystyle \mathbf {D} =\varepsilon _{0}\varepsilon \,\mathbf {E} },
где {\displaystyle \varepsilon _{0}} ― диэлектрическая постоянная, а {\displaystyle \varepsilon } — диэлектрическая проницаемость среды, вообще говоря, зависящая от координат.
В таком случае для элементарных потоков {\displaystyle d\Psi _{D}} и {\displaystyle d\Phi _{E}} имеется простое соотношение:
{\displaystyle d\Psi _{D}=\varepsilon _{0}\varepsilon \,d\Phi _{E}}.
Если, кроме того, диэлектрик однороден ({\displaystyle \varepsilon =\,}const), то полные потоки оказываются также связаны константой:
{\displaystyle \Psi _{D}=\varepsilon _{0}\varepsilon \,\Phi _{E}}.
Для вакуума ({\displaystyle \varepsilon =1}) выписанные здесь соотношения верны при любых по величине полях.

## Теорема Гаусса и поток
Согласно теореме Гаусса, электрический поток через замкнутую поверхность {\displaystyle S} равен сумме всех находящихся внутри этой поверхности зарядов. Выражение теоремы может быть записано для потока как {\displaystyle {\vec {E}}}, так и {\displaystyle {\vec {D}}}:
{\displaystyle \Phi _{\mathbf {E} }=\oint _{S}\mathbf {E} \,\mathrm {d} \mathbf {S} =\varepsilon _{0}^{-1}Q_{tot}},
{\displaystyle \Psi _{\mathbf {D} }=\oint _{S}\mathbf {D} \,\mathrm {d} \mathbf {S} =Q},
но смысл понятия «все заряды» различен. В случае {\displaystyle {\vec {E}}} имеются в виду вообще все заряды ({\displaystyle Q_{tot}}) — свободные и связанные (возникающие при поляризации диэлектрика), а в случае {\displaystyle {\vec {D}}} — только свободные ({\displaystyle Q}). 
Теорема Гаусса для электрической индукции стала одним из уравнений Максвелла, в нём обычно заменяют заряд его записью через плотность заряда (свободного):
{\displaystyle \oint _{S}\mathbf {D} \,\mathrm {d} \mathbf {S} =\int _{V}\rho \,dV},
где в правой части предполагается интегрирование по объёму, заключённому внутри поверхности {\displaystyle S}.